# Años 1550
Los años 1550 o década del 1550 empezó el 1 de enero de 1550 y terminó el 31 de diciembre de 1559.

## Acontecimientos
- 1553: Cortes de Monzón (1553)
- 1555: Marcelo II sucede a Julio III como papa.
- 1555: Pablo IV sucede a Marcelo II como papa.
- 1556: Ocurre el terremoto de Shaanxi en China, mueren 830,000 personas, siendo el terremoto más mortífero de la historia.
- 1559: Pío IV sucede a Pablo IV como papa.
- Fundación española de San Luis, en Áncash, Perú
- Fundación española de Chacas, en Áncash, Perú
- Comienza el período de hostilidad entre España e Inglaterra, por los problemas que suponían los corsarios ingleses, que atacaban los barcos que no iban en convoyes y les robaban el botín proveniente del continente americano.